# 瓦拉尔萨
瓦拉尔萨（義大利語：Vallarsa），是意大利特伦托自治省的一个市镇。总面积78平方公里，人口1358人，人口密度17.4人/平方公里（2009年）。ISTAT代码为022210。